# ترن (بيدفوردشير)
ترن (بالإنجليزية: Thorn, Bedfordshire)‏ هي قرية تقع في المملكة المتحدة في شرق انجلترا.